# Indo-uralische Sprachen
Indo-Uralisch ist eine hypothetische Sprachfamilie,
die aus den indogermanischen
und den uralischen sowie möglicherweise
weiteren verwandten Sprachen besteht.
Das am häufigsten
genannte Argument für eine solche Verwandtschaft gründet auf
anscheinend gemeinsamen morphologischen Elementen wie den
pronominalen Wurzeln *m- (1. Person) und *t-
(2. Person), oder der Akkusativendung *-m.
Daneben werden weitere, weniger offensichtliche Übereinstimmungen
vorgeschlagen, wie die indogermanische Pluralendung *-s
und ihr uralisches Gegenstück *-t.